# Доктор Кто (спецвыпуски, 2022)
Спецвыпуски 2022 года британского научно-фантастического телесериала «Доктор Кто» включают три дополнительных эпизода сериала, выпущенных после завершения тринадцатого сезона. Кроме традиционного рождественского спецвыпуска, они включают ещё две серии, вышедшие в 2022 году. Шоураннером всех эпизодов выступил Крис Чибнел, а Джоди Уиттакер исполнила главную роль Тринадцатого Доктора. В спецвыпусках также снялись Мандип Гилл и Джон Бишоп в качестве постоянных спутников Повелителя времени, Ясмин Хан и Дэна Льюиса соответственно.
Крис Чибнелл написал сценарии ко всем трём спецвыпускам, при этом в случае второго эпизода он сделал это в соавторстве с Эллой Роуд. В качестве режиссёров для каждой из трёх серий были приглашены Аннета Лофер, Хаолу Ван и Джейми Магнус Стоун соответственно. Первые два спецвыпуска снимались одновременно с эпизодами тринадцатого сезона, и были завершены в августе 2021 года, в то время как последний сняли в октябре того же года

## Эпизоды
| Номер истории в сериале | Номер спец- выпуска | Название                                                | Режиссёр            | Сценарист              | Зрителей (в млн) | Дата выхода в эфир | Индекс оценки (из 100) |
| --- | ------------------- | ------------------------------------------------------- | ------------------- | ---------------------- | ---------------- | ------------------ | ---------------------- |
| 298 | 1                   | «Канун далеков» «Eve of the Daleks»                     | Аннета Лофер        | Крис Чибнелл           | 4,40             | 1 января 2022      | 77                     |
| После событий тринадцатого сезона за Доктором и её командой охотятся далеки. На складе в канун Нового года последние запускают временную петлю, выбор в которой либо гибель Доктора и нескольких человек, либо поражение далеков.                                                                       |                     |                                                         |                     |                        |                  |                    |                        |
| 299 | 2                   | «Легенда о морских дьяволах» «Legend of the Sea Devils» | Хаолу Ван           | Крис Чибнелл Элла Роуд | 3,47             | 17 апреля 2022     | 76                     |
| Геомагнитная анамалия вынуждает ТАРДИС приземлиться в 1807 году в Китае, где вовсю свирепствует знаменитая пиратка госпожа Чжэн. Разбойница в поисках сокровищ нечаянно освобождает из плена представителя морских дьяволов. Теперь Доктору и его спутникам предстоит предотвратить затопление планеты. |                     |                                                         |                     |                        |                  |                    |                        |
| 300 | 3                   | «Сила Доктора» «The Power of the Doctor»                | Джейми Магнус Стоун | Крис Чибнелл           | 5,30             | 23 октября 2022    | 82                     |
| Доктор вновь встречает Мастера и киберповелителей, чтобы не только в очередной раз спасти Землю, но и уберечь себя и своих спутников, нынешних и бывших, от очередного коварного плана своего врага. |                     |                                                         |                     |                        |                  |                    |                        |

## Подбор актёров
Джоди Уиттакер вернулась к роли Тринадцатого Доктора в данных трёх эпизодах, что стало последним её участием в сериале как главной актрисы. Мандип Гил и Джон Бишоп также вернулись к своим ролям в качестве спутников Повелительницы времени — Ясмин Хан и Дэна Льюиса соответственно. Эйслин Би и Аджани Сэлмон, а также Полин Маклин, появились в качестве приглашённых звёзд в праздничном спецвыпуске «Канун далеков». Во втором эпизоде, «Легенде о морских дьяволах», снялись Артур Ли и Марлоу Чен-Ривз, а также Кристал Ю в роли китайской морской разбойницы Госпожи Чжэнь.
Для участия в финальной серии, «Сила Доктора», были приглашены следующие актёры и актрисы: Джейкоб Андерсон в роли Виндера, Джемма Редгрейв в роли Кейт Стюарт (оба этих персонажа в последний раз были замечены в тринадцатом сезоне), Саша Дхаван в роли Мастера, Патрик О’Кэйн в роли Ашада (эти персонажи в последний раз появлялись в двенадцатом сезоне). Бывшие спутники Доктора Тиган Джованка и Эйс в исполнении Джанет Филдинг и Софи Олдред также вернулись в шоу в данном эпизоде. 3 мая 2022 года Мандип Гил подтвердила, что покидает актёрский состав «Доктора Кто» после спецвыпусков 2022 года.

## Производство

### Разработка
29 июля 2021 года BBC объявили, что исполнительна главной роли Джоди Уитакер и исполнительный продюсер и главный шоураннер Крис Чибнелл покинут шоу после выхода спецвыпусков 2022 года. Чибнелл подтвердил, что это связано «со сделкой на три сезона и уход», которую он и Уитакер заключили перед началом производства одиннадцатого сезона. Два новых эпизода разрабатывались как последние из тех восьми серий, что были заказаны для тринадцатого сезона, но были запланированы уже на 2022 год. Третий, полнометражный спецвыпуск был заказан позднее, приурочен к столетию Би-би-си и послужил той историей, в которой Доктор в очередной раз регенерировала в своё новое воплощение. Создатели описывали эту серию как «эпический блокбастер». Исполнительный продюсер Мэтт Стивенс, который присоединился к съёмочной команде сериала вместе с Чибнеллом, также решил покинуть проект в 2022 году. Чибнелл позднее раскрыл, что «Сила Доктора» находилась на пост-продакшене под рабочим названием «Спецвыпуск к столетию». Эмили Лоренс, специалист по визуальным эффектам, подтвердила, что на январь 2022 года графика для серии ещё не была готова. Никки Уилсон, соисполнительный продюсер, которая занималась сериалом, начиная с эпизода «План сонтаранцев» и спин-оффа «Приключения Сары Джейн», также объявила о своём уходе после спецвыпуска, посвящённого столетию Би-би-си.

### Сценарий
Крис Чибнел продолжил свою работу как основного сценариста и во время создания спецвыпусков 2022 года. Эпизодом «Канун далеков» он завершил свою трилогию о появлениях далеков в праздничных эпизодах (другие серии его авторства, входящие в эту трилогию — «Решение» и «Революция далеков»). Над следующим спецвыпуском также работал Чибнел, уже совместно с Эллой Роуд. В данной истории снова вернулись представители расы морских дьяволов, впервые с премьеры классической серии «Воины из глубины». Далеки вновь появились в финальном спецвыпуске «Сила Доктора», где также противниками Повелительницы времени стали киберповелители.

### Съёмки
Первые два эпизода стали частью того же съёмочного периода, что и серии тринадцатого сезона. Аннетта Лофер срежиссировала первый из них, для съёмок второго пригласили Хаолу Ван. Их производство завершилось в августе 2021 года. Третий из спецвыпусков снимали с сентября по октябрь 2021 года, его режиссёром выступил Джейми Магнус Стоун.
| Эпизод | Название                     | Режиссёр            | Сценарист(ы)             | Продюсер          |
| ------ | ---------------------------- | ------------------- | ------------------------ | ----------------- |
| 1      | «Канун далеков»              | Аннетта Лофер       | Крис Чибнелл             | Шина Бактувонсинг |
| 2      | «Легенда о морских дьяволах» | Хаолу Ван           | Элла Роуд и Крис Чибнелл | Никки Уилсон      |
| 3      | «Сила Доктора»               | Джейми Магнус Стоун | Крис Чибнелл             | Никки Уилсон      |

### Музыка
20 июля 2022 года композитор Сиган Акинола раскрыл, что покидает съёмочную команду и что спецвыпуск «Сила Доктора» станет для него последним.

## Релиз

### Продвижение
Подробности, включая кадры, название и дату премьеры, «Кануна далеков» раскрыли в виде традиционного тизера в конце финального эпизода тринадцатого сезона. Подобным же образом подробности для «Легенды о морских дьяволах» стали известны после выхода первого из спецвыпусков. Традиционный тизер следующей серии был и в конце второго эпизода, но он не раскрывал ни название, ни дату премьеры, которые стали известны только 14 сентября 2022 года, после публикации нового выпуска Doctor Who Magaziné́́́.
Как часть кампании по продвижению «Легенды о морских дьяволах» шотландский певец Натан Эванс выпустил на официальном канале «Доктора Кто» ролик, в котором исполнил свою версию известной народной песни «Wellerman».

### Трансляция
Первый из спецвыпусков впервые был показан 1 января 2022 года в качестве нового праздничного (на этот раз новогоднего) эпизода этого года.. Премьера следующей серии состоялась 17 апреля 2022 года, она была приурочена к празднованию католической Пасхи. 23 октября 2022 года был показан последний из трёх спецвыпусков, который создавался к столетию компании Би-би-си
.

### Издание на Blu-Ray и DVD
- (B) отмечаются издания на Blu-ray
- (D,B) отмечаются издания одновременно и на DVD, и на Blu-ray

| Сезон                                                | Номера эпизодов | Названия эпизодов                              | Количество и длина эпизодов                                              | Дата выхода в регионе 2  | Дата выхода в регионе 4   | Дата выхода в регионе 1    |
| ---------------------------------------------------- | --------------- | ---------------------------------------------- | ------------------------------------------------------------------------ | ------------------------ | ------------------------- | -------------------------- |
| Спецвыпуски 2022 года                                | 298-299         | «Канун далеков» & «Легенда о морских дьяволах» | 1 × 50 мин. 1 × 60 мин.                                                  | 23 мая 2022 года (D,B)   | 13 июля 2022 года (D,B)   | 28 июня 2022 года (D,B)    |
| Спецвыпуски 2022 года                                | 300             | «Сила Доктора»                                 | 1 × 90 мин.                                                              | 7 ноября 2022 года (D,B) | 7 декабря 2022 года (D,B) | 13 декабря 2022 года (D,B) |
| Спецвыпуски 2022 года                                | 298-300         | Спецвыпуски 13-го сезона                       | 1 × 50 мин. 1 × 60 мин. 1 × 90 мин.                                      | 7 ноября 2022 года (B)   | н/д                       | н/д                        |
| Сезон 11, сезон 12, сезон 13 и спецвыпуски 2022 года | 277-300         | Doctor Who: The Complete Jodie Whittaker Years | 20 × 50 мин. 1 × 55 мин. 6 × 60 мин. 2 × 65 мин. 1 × 70 мин. 1 × 90 мин. | н/д                      | н/д                       | 25 апреля 2023 года (D)    |

## Отзывы

### Рейтинги
| № | Название                   | Дата выхода в эфир   | Дневной рейтинг | Дневной рейтинг | Консолидированный рейтинг | Консолидированный рейтинг | Всего зрителей (млн) | Индекс оценки | Ссылки              |
| № | Название                   | Дата выхода в эфир   | Зрителей (млн)  | Место           | Зрителей (млн)            | Место                     | Всего зрителей (млн) | Индекс оценки | Ссылки              |
| - | -------------------------- | -------------------- | --------------- | --------------- | ------------------------- | ------------------------- | -------------------- | ------------- | ------------------- |
| 1 | Канун далеков              | 1 января 2022 года   | 3,21            | 6               | 1,19                      | 25                        | 4,401                | 77            | [ 1 ] [ 47 ] [ 48 ] |
| 2 | Легенда о морских дьяволах | 17 апреля 2022 года  | 2,20            | 11              | 1,27                      | 24                        | 3,465                | 76            | [ 1 ] [ 49 ]        |
| 3 | Сила Доктора               | 23 октября 2022 года | 3,71            | 4               | 1,59                      | 5                         | 5,295                | 82            | [ 1 ] [ 49 ] [ 50 ] |

### Отзывы критиков
На сайте Rotten Tomatoes 82 % из 11 критиков оставили «Кануну далеков» положительные рецензии, со средней оценкой 7.20 баллов из 10 возможных. Общий консенсус главит: «В „Докторе Кто“ смена кадров и тем лучше для него, судя по новогоднему спецвыпуску с его свежими нотками в самодостаточной истории». «Легенда о морских дьяволах» получила 57 % положительных отзывов от 7 критиков при средней оценке 4.9 из 10, в то время как «Сила Доктора» — только положительные отзывы от 10 критиков при средней оценке 7.20 из 10.

## Саундтрек
18 ноября 2022 года композитор Сегун Акинола объявил, что три отдельных саундтрека — по одному на каждый спецвыпуск — выйдут в цифровом формате соответственно 2, 9 и 16 декабря 2022 года. На физических носителях саундтрек, включающий всю музыку из всех спецвыпусков, был издан 13 января 2023 года.